# 34A busz (Kecskemét)
A kecskeméti 34A jelzésű autóbusz a Széchenyi tér és Kadafalva, Mókus utca között közlekedik. A viszonylatot a Kecskeméti Közlekedési Központ megrendelésére az Inter Tan-Ker Zrt. üzemelteti.

## Útvonala
| Kadafalva, Mókus utca felé | Széchenyi tér felé |
| --- | --- |
| Kadafalva, Mókus utca vá. – Darázs utca – Boróka utca – Csalánosi út – III. Béla körút – Nyíri út – Akadémia körút – Irinyi utca – Kápolna utca – Széchenyi tér vá. | Széchenyi tér vá. – Kápolna utca – Irinyi utca – Akadémia körút – Nyíri út – III. Béla körút – Csalánosi út – Boróka utca – Darázs utca – Kadafalva, Mókus utca vá. |

## Megállóhelyei
Az átszállási kapcsolatok között az azonos útvonalon közlekedő 34-es busz nincs feltüntetve.
| 0  | Kadafalva, Mókus utca végállomás | 20 | |
| 1  | Kadafalva, Sirály utca           | 19 | |
| 2  | Kadafalva, Darázs utca           | 18 | Helyközi buszok |
| 4  | Kadafalva, iskola                | 17 | Helyközi buszok |
| 5  | Gyulai köz                       | 16 | Helyközi buszok |
| 6  | Felsőcsalános 26.                | 15 | Helyközi buszok |
| 7  | Kadafalvi út                     | 14 | 1, 1D, 11, 11A Helyközi buszok                                                                                                 |
| 9  | Háromszögi tér                   | 12 | |
| 10 | Egyetértés utca                  | 11 | |
| 12 | Mária kápolna                    | 10 | 29 |
| 14 | Domb Áruház                      | 8  | 4, 12, 14, 14D, 29 Helyközi buszok                                                                                             |
| 16 | SZTK                             | ∫  | 3, 14D, 20, 20H, 21, 22, 29 Helyközi buszok                                                                                    |
| 17 | Planetárium                      | 6  | 3, 14D, 20, 20H, 21, 29 |
| 18 | Aradi vértanúk tere              | 5  | 3, 14D, 20, 20H, 21, 29 Helyközi buszok                                                                                        |
| 19 | Balaton utca                     | ∫  | 3, 10, 12, 20, 20H |
| 20 | Szent Imre utca                  | 3  | 3, 4, 10, 12, 14, 20, 20H, 29                                                                                                  |
| 21 | Szövetség tér                    | ∫  | 3, 20, 20H |
| 23 | Széchenyi tér végállomás         | 0  | 2, 2A, 2D, 2S, 3, 3A, 4, 4A, 4C, 5, 6, 7, 7C, 9, 10, 11, 11A, 12, 13, 13D, 13K, 14, 16, 18, 20, 20H, 23, 23A, 28, 29, 169, 916 |